# Baryšnja-krest'janka (film 1995)
Baryšnja-krest'janka (Барышня-крестьянка) è un film del 1995 diretto da Aleksej Nikolaevič Sacharov.

## Trama
Un giovane maestro visita una tenuta vicina. La ragazza Lisa vuole incontrarlo, ma questo è impedito dal conflitto dei loro genitori. Lisa ha scoperto che il maestro ama passeggiare nei boschi la mattina e la mattina presto si mette alla sua ricerca.